# Liger
En liger, der er en blanding (en hybridkat) mellem en hanløve og en huntiger, er verdens største nulevende kat. En liger ligner en meget stor løve med malplacerede striber. Ligesom tigere (og modsat løver) nyder ligere at svømme. I gamle dage, blev en Liger på dansk også kaldt en Løvetiger, medens Tigoner også kaldes for Tigerløver.
En liger skal ikke forveksles med en tigon, da denne er en blanding mellem en hunløve og en hantiger.
Alle kendte ligere i dag eksisterer på baggrund af menneskelig indblanding. Arterne blandes ved enten direkte at kunstigt befrugte huntigeren eller ved at placere løver og tigere sammen på et lille areal. I naturen lever løver og tigere kun meget sjældent på samme territorium. De to arter deler kun territorium i Girnarskoven i Indien, på trods af at de to arter før har levet side om side i både Persien og i Kina. Selv hvor de to arter lever sammen, er der aldrig blevet raporteret om naturlige forekomster af ligere.
Ligere vokser sig langt større end både løver og tigere. Teorien for dette fænomen er at hunløven overfører et vækstnedsættende gen til deres afkom for at afbalancere det vækstfremmende gen overført fra hanløven. Da ligeren er et afkom af en hanløve og en huntiger, modtager ligeren det vækstfremmende gen men ikke det vækstnedsættende gen. Dette resulterer i at ligeren for det meste er større end begge de to arter.
Hanligere er altid sterile, hunligere derimod kan tit være frugtbare og kan parres med en hantiger, hvilket der skaber en tiliger, eller en hanløve, hvilket skaber en liliger.